# Đại úy
Đại úy là cấp bậc cao nhất của sĩ quan cấp úy. Quân hàm này đảm nhiệm các chức từ đại đội trưởng đến tiểu đoàn trưởng.
Trong Quân lực Việt Nam Cộng hoà và quân đội các nước khác (Ví dụ Quân đội Mỹ, Quân đội Hoàng gia Anh và quân đội Pháp), Đại úy ở trên cấp trung úy và dưới cấp thiếu tá. Trong Quân đội nhân dân Việt Nam, quân hàm này trên cấp Thượng úy và dưới cấp Thiếu tá. Theo phân bậc của NATO, quân hàm Đại úy của Việt Nam thường được xếp chung với cấp bậc Thượng úy vào OF-2 (cấp chỉ huy đại đội). Tuy nhiên, trong một số trường hợp, vẫn được xếp riêng vào OF-3 (cấp chỉ huy tiểu đoàn).

## Hình ảnh cấp hiệu Đại úy một số quốc gia

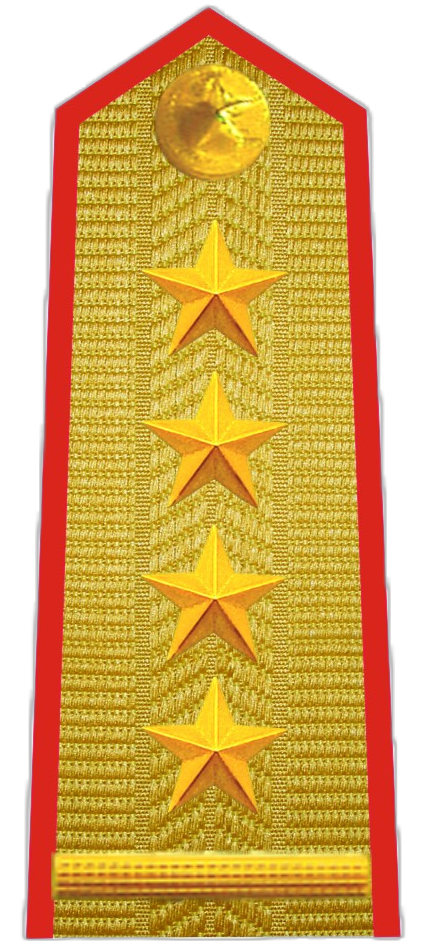
Cấp hiệu Đại úy Lục quân Việt Nam
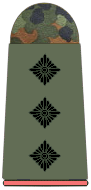
Cấp hiệu Hauptmann Lục quân Đức
Cấp hiệu Lochagos Lục quân Hy Lạp
Cấp hiệu Kapitein Lục quân Hoàng gia Hà Lan
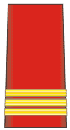
Cấp hiệu Căpitan Quân đội Rumani
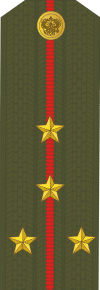
Cấp hiệu Капитан Lục quân Liên bang Nga
Cấp hiệu Kapteeni Lực lượng Phòng vệ Phần Lan
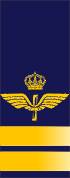
Cấp hiệu Kapten Không quân Thụy Điển
Cấp hiệu Roi Ek (ร้อยเอก) Lục quân Hoàng gia Thái Lan
Cấp hiệu Captain Lục quân, Không quân và Thủy quân Lục chiến Hoa Kỳ

## Danh xưng cấp bậc Đại úy ở một số quốc gia

### Liên hiệp Anh
- Captain trong Lục quân và Thủy quân lục chiến
- Flight Lieutenant trong Không quân
- Lieutenant trong Hải quân

### Pháp
- Capitaine trong Lục quân và Không quân
- Lieutenant de vaisseau trong Hải quân

### Hoa Kỳ
- Captain trong Lục quân, Thủy quân lục chiến và Không quân
- Lieutenant trong Hải quân, Tuần duyên